# Kamila Hladká
Kamila Hladká (* 18. října 1981 Vyškov) je literární dokumentaristka, knižní editorka, nakladatelka a kulturní manažerka.

## Život
Vyrostla v Pustiměři u Vyškova, absolvovala doktorský program Česká literatura na Filozofické fakultě Univerzity Palackého v Olomouci a v roce 2016 založila vlastní nakladatelství Dcera sestry. Za svou práci byla v roce 2020 nominována na cenu Magnesia Litera a v roce 2022 na Cenu za nejlepší dokumentární knihu Ji.hlava. obdržela Pamětní list rady města Karviné za mimořádný umělecký počin, její dílo bylo adaptováno pro rozhlas jako četba na pokračování a získalo také svou divadelní podobu. V letech 2022–2023 se fotografie z knihy Sestry dostaly k veřejnosti i prostřednictvím stejnojmenné putovní výstavy Jana Cágy.

## Dílo
- Hornické vdovy (2019)
- Sestry (2021)
- Lidi od kolotoče (2023)

## Ocenění
- Nominace na cenu Magnesia Litera[2]
- Pamětní list rady města Karviné za mimořádný umělecký počin[4]
- Nominace na Cenu za nejlepší dokumentární knihu Ji.hlava[3]